# Carlos Ruf
Carlos Ruf Osola (Hamina, Finlàndia, 14 d octubre de 1969) és un exjugador de bàsquet finlandès. Amb els seus 2,10 metres d'alçada jugava en la posició de pivot.

## Carrera esportiva
Es va formar al planter del Club Corazonistas de Barcelona i al planter del Joventut. Va debutar amb el primer equip del RAM Joventut la temporada 1987-88, i hi va jugar fins a la temporada 1991-92. En tots aquests anys va guanyar una Copa Korac, dues lligues i dues Copes Príncep d'Astúries, i va ser subcampió d'una Recopa europea i d'una Lliga europea.
El 1992 va fitxar pel Valvi Girona, on hi va jugar quatre temporades. Després d'una lesió de genoll, la temporada 96-97 es va reincorporar a les pistes jugant amb el Sant Josep de Badalona de la lliga EBA, equip vinculat a la Penya, i la temporada següent va fitxar pel Breogán Lugo de LEB. El 1998 va ser contractat pel Clube Atletico Queluz de la lliga portuguesa, amb els que només va disputar quatre partits, abans de reincorporar-se novament al Breogán. Va jugar dues temporades més a LEB, amb el Caprabo Lleida i el Bàsquet Manresa, i dues més a EBA, al C.B. Aracena i al C.B. Montcada.

### Selecció nacional
Va ser internacional amb la Selecció espanyola de bàsquet absoluta en 7 ocasions, així com en les categories inferiors: en juvenil (26 partits), junior (43 partits) i Sub-22 (24 partits). Amb la selecció va aconseguir la medalla de plata en el Mundobasket sub-22 de 1985, la medalla de bronze en el Campionat Mundial de Bàsquet Sub-22 celebrat a Andorra el 1989, i el segon lloc novament en el Mundobasket sub-22 de l'any 1990.